# Eric Gálvez
Eric Moisés Gálvez Sánchez (* 4. Oktober 1983 in Puebla) ist ein ehemaliger mexikanischer Squashspieler.

## Karriere
Eric Gálvez begann seine professionelle Karriere in der Saison 2000 und gewann 16 Titel auf der PSA World Tour. Seine höchste Platzierung in der Weltrangliste erreichte er mit Position 33 im Februar 2007. 2005 und 2009 wurde er Panamerikameister. Von 2002 bis 2006 stand er außerdem drei weitere Male im Endspiel. 2014 erreichte er mit Arturo Salazar das Finale im Doppelwettbewerb, mit der mexikanischen Mannschaft wurde er Panamerikameister. 2016 folgte schließlich der Panamerikameistertitel im Doppel mit Arturo Salazar, 2017 ein weiterer Titel mit der Mannschaft. Bei Panamerikanischen Spielen gewann er fünf Medaillen. 2007 besiegte er im Einzelfinale in Rio de Janeiro den US-Amerikaner Julian Illingworth und gewann dadurch die Goldmedaille. Mit der mexikanischen Mannschaft gewann er außerdem Bronze. 2011 in Guadalajara gewann er zwei weitere Goldmedaillen. Im Endspiel des Doppelwettbewerbs gewann er an der Seite von Arturo Salazar gegen die US-Amerikaner Christopher Gordon und erneut Julian Illingworth. Die zweite Goldmedaille bei den Spielen 2011 gewann er wiederum mit der Mannschaft. 2015 gewann er mit der Mannschaft die Silbermedaille. Mit der Nationalmannschaft nahm er 2001, 2003, 2011 und 2013 an der Weltmeisterschaft teil.

## Erfolge
- Panamerikameister: 2005, 2009
- Panamerikameister im Doppel: 2016 (mit Arturo Salazar)
- Panamerikameister mit der Mannschaft: 2014, 2017
- Gewonnene PSA-Titel: 16
- Panamerikanische Spiele: 3 × Gold (Einzel 2007, Doppel und Mannschaft 2011), 1 × Silber (Mannschaft 2015), 1 × Bronze (Mannschaft 2007)
- Zentralamerika- und Karibikspiele: 6 × Gold (Einzel 2002 und 2006, Doppel 2006, Mannschaft 2006 und 2010, Mixed 2010), 1 × Silber (Mannschaft 2002), 1 × Bronze (Einzel 2010)